# Parafia Matki Bożej Nieustającej Pomocy w Maćkowicach
Parafia Matki Bożej Nieustającej Pomocy w Maćkowicach – parafia rzymskokatolicka znajdująca się w archidiecezji przemyskiej w dekanacie Żurawica.

## Historia
Maćkowice były wzmiankowane już w połowie XV wieku. W latach 1920–1922 zbudowano drewniany kościół filialny, pw. Matki Bożej Różańcowej. W 1939 roku we wsi było 1 980 mieszkańców (w tym: 1 620 Ukraińców, 220 Polaków, 120 ukraińskich rzymsko-katolików, 20 Żydów). Po wysiedleniu grekokatolików, we wsi osiedlili się rzymsko-katolicy.
25 sierpnia 1970 roku dekretem bpa Ignacego Tokarczuka została erygowana parafia, z wydzielonego terytorium parafii Kosienice. Gdy pogarszał się stan techniczny kościoła, podjęto decyzję o budowie murowanego kościoła. W latach 1982–1984 zbudowano obecny murowany kościół, według projektu arch. inż. Romana Michalaka. 14 października 1984 roku bp Ignacy Tokarczuk poświęcił nowy kościół.
W latach 1998–2019 w dawnym pałacu Skibniewskich mieścił się Dom Rekolekcyjny Ruchu Światło-Życie. W 2019 roku pałac został zakupiony przez Kurię Metropolitarną w Przemyślu.
Na terenie parafii jest 972 wiernych (w tym: Maćkowice – 521, Wola Maćkowska – 451).

## Proboszczowie
- ks. Antoni Smoluk  CM (1970–1973)
- ks. Eugeniusz Sabat (1973–1999)[6][7]
- ks. Henryk Pszona (1999–2010)
- ks. prał. Adam Wąsik (od 2010)

## Kościół filialny
W Woli Maćkowskiej, w latach 1989–1990 zbudowano murowany kościół filialny, według projektu arch. mgra inż. Zdzisława Kłodkowskiego. 24 czerwca 1990 roku bp Ignacy Tokarczuk poświęcił kościół pw. Najświętszej Maryi Panny Wspomożenia Wiernych.